# Newcastle (Nebraska)
Newcastle je selo u američkoj saveznoj državi Nebraska. Prema popisu stanovništva iz 2010. u njemu je živjelo 325 stanovnika.